# Queso Saint-Félicien
Saint-Félicien es un queso de leche de vaca producido en la región francesa de Ródano-Alpes. En Francia, se le designa como queso dauphinois, en referencia a la antigua provincia francesa del Delfinado donde se originó. Es un primo cercano de otro queso dauphinois, el Saint-Marcellin, y tiene una textura y un sabor similares, aunque puede tener casi el doble de diámetro.
El nombre del queso proviene de la pequeña ciudad donde se produjo y se vendió el queso por primera vez. Originalmente se elaboraba con leche de cabra, pero desde entonces se ha vuelto más común producirla con leche de vaca. Su interior cremoso está revestido con una carcasa estilo flor (fleurie). Su peso medio es de 180 gramos (6,3 oz).
El período óptimo para el sabor ocurre entre abril y septiembre después de una crianza de 4 a 6 semanas, pero también es excelente consumirlo entre marzo y diciembre. Es más suave y cremoso que el queso Saint-Marcellin.
No se debe confundir este queso con el queso de leche de cabra llamado caillé doux de Saint-Félicien de Ardèche.